# Кауполікан Пенья
Кауполікан Пенья (ісп. Caupolicán Peña, нар. 15 вересня 1930, Карауе) — чилійський футболіст, що грав на позиції захисника. По завершенні ігрової кар'єри — тренер.
Виступав за клуб «Коло-Коло», а також національну збірну Чилі. Пізніше тренував ці команди та низку інших чилійських клубів.

## Клубна кар'єра
У дорослому футболі дебютував 1951 року виступами за команду клубу «Коло-Коло», кольори якої і захищав протягом усієї кар'єри гравця, що тривала дванадцять років. У 1953, 1956 і 1960 роках вигравав футбольну першість Чилі.

## Виступи за збірну
1954 року дебютував в офіційних матчах у складі національної збірної Чилі. Протягом кар'єри у національній команді, яка тривала чотири роки, провів у формі головної команди країни 16 матчів.

## Кар'єра тренера
Розпочав тренерську кар'єру невдовзі по завершенні кар'єри гравця, 1964 року, очоливши тренерський штаб рідного «Коло-Коло». Протягом наступних двадцяти років змінив цілу низку клубних чилійських команд, найуспішньою була його робота у клубі «Палестіно». Тренував цю команду із Сантьяго шість років, у 1977 році здобув на чолі «Палестіно» Кубок країни, а наступного року привів його до перемоги у національному чемпіонаті.
Частину 1977 року поєднував роботу у клубі з підготовкою національної збірної Чилі.
Останнім місцем тренерської роботи був клуб «Аудакс Італьяно», головним тренером команди якого Кауполікан Пенья був протягом 1984 року.

## Титули і досягнення

### Як гравця
- Чемпіон Чилі (3):

«Коло-Коло»: 1953, 1956, 1960

### Як тренера
- Чемпіон Чилі (1):

«Палестіно»: 1978
- Володар Кубка Чилі (1):

«Палестіно»: 1977